# Липники (Кобринский район)
Ли́пники (бел. Ліпнікі) — деревня в Кобринском районе Брестской области Белоруссии. Входит в состав Городецкого сельсовета.
По данным на 1 января 2016 года население составило 1 человек в 1 домохозяйстве.

## География
Деревня расположена в 22 км к востоку от города Кобрина, в 6 км к западу от станции Городец и в 66 км к востоку от Бреста.
На 2012 год площадь населённого пункта составила 0,07 км² (7 га).

## История
Населённый пункт известен с 1563 года как урочище Липовый Груд. В разное время население составляло:
- 1999 год: 2 хозяйства, 3 человека;
- 2005 год: 2 хозяйства, 2 человека;
- 2016 год[2]: 1 хозяйство, 1 человек;
- 2019 год[1]: 1 человек.